# Bakersfield (Kalifornia)
Bakersfield város az Egyesült Államokban, Kaliforniában, a San Joaquin völgy déli végében. Kern megye székhelye. Lakosainak száma 403 455 fő (2020. április 1.).
A környező Kern megye kőolaj-kitermeléséről és mezőgazdasági terményeiről ismert. Bakersfield gazdasági életében jelentős a kőolaj- és földgáz-bányászat, a kőolaj-finomítás, az űrkutatás és az élelmiszer-feldolgozás. Különféle vállalatok regionális központja.
1993-ban itt alakult a sikeres nu metal együttes, a Korn.

## Népesség
| 2010 | 347 483 |
| 2020 | 403 455 |

## Fordítás
- Ez a szócikk részben vagy egészben  a   Bakersfield, California című angol Wikipédia-szócikk fordításán alapul.  Az eredeti cikk szerkesztőit annak laptörténete sorolja fel. Ez a jelzés csupán a megfogalmazás eredetét és a szerzői jogokat jelzi, nem szolgál a cikkben szereplő információk forrásmegjelöléseként.